# Цхункури
Цхункури (груз. ცხუნკური) — село в Грузии, на территории Цхалтубского муниципалитета края (мхаре) Имеретия.

## География
Село находится в западной части Грузии, на берегах реки Семи, на расстоянии 15 километров к северо-западу от города Цхалтубо, административного центра муниципалитета. Абсолютная высота — 253 метра над уровнем моря.

## Население
По результатам официальной переписи населения 2014 года, в Цхункури проживало 777 человек (391 мужчина и 386 женщин). В национальной структуре населения грузины составляли 99,9 %, русские — 0,1 %.
| Год  | Население, человек |
| ---- | ------------------ |
| 2002 | 1280               |
| 2014 | ↘ 777              |